# 探测器3号
探测器3号（Zond 3）是1965年飞越月球背面并拍摄了大量高品质照片的太空探测器，它是前苏联探测器系列飞船之一，同时也是火星3MV项目的一部分，但与专为载人绕月任务设计的“探测号”航天器无关（联盟 7K-L1）。据信，探测器3号最初曾作为探测器2号的伙伴航天器，计划于1964年发射窗口期发射到火星，由于发射机会错过，后作为一艘试验型航天器被发射到飞往火星的轨道上，虽然实际已无法抵达火星。

## 航天器设计
该航天器属于3MV-4型，与探测器2号相类似，除配备了106.4毫米焦距f/8可见光成像系统和285-355微米（11200-14000微英寸）紫外线光谱仪外，另携带了190-275微米（7500-10800微英寸）紫外和3-4微米（120-160微英寸）红外分光计、辐射传感器（盖革-穆勒计数管和闪烁计数器）、带电粒子探测器、磁强计和微流星体探测器，还安装了一台实验性的离子推力器。

## 历程
1965年7月18日世界时14时38分，探测器3号从拜科努尔航天发射场发射升空，并被调整到从金星1A号（65-056B）的环地轨道飞往月球和行星际空间。这次飞行的另一主要任务就是再次测试1963年晚未成功的火星与地球间的遥控通信。
7月20日，大约在发射35小时后，探测器3号从距月球最接近的9219公里（5728英里）处飞过，拍摄了月表25张可见光照片和3张质量非常好的紫外光谱照片。拍摄时间开始于协调世界时1点24分，当时距月球11570公里（7190英里），结束于距月球9960公里（6190英里）的2点32分，历时68分钟。这些照片覆盖了1900万公里2（730英里2）的月球表面。
探测器3号沿着火星轨道飞行，但并非与行星交汇。7月29日探测器从远距225万公里（140万英里）处，通过无线电发回了所拍摄的图像。为进一步测试遥控系统，探测器上的相机胶卷分别在8月中旬、9月中旬和相距3150万公里（1960万英里）的10月23日进行了倒带和重发，从而证明了通信系统的能力。随后的传输速率逐渐减慢，但数据质量更高。截止1966年3月3日，探测器与地球的无线电通讯中断，此时已远离地球1.535亿公里（9540万英里），任务结束。探测器3号总计运行了228天，大致相当于火星之旅所需时间，超过了飞往金星所花费的时间。